# Ma Towu

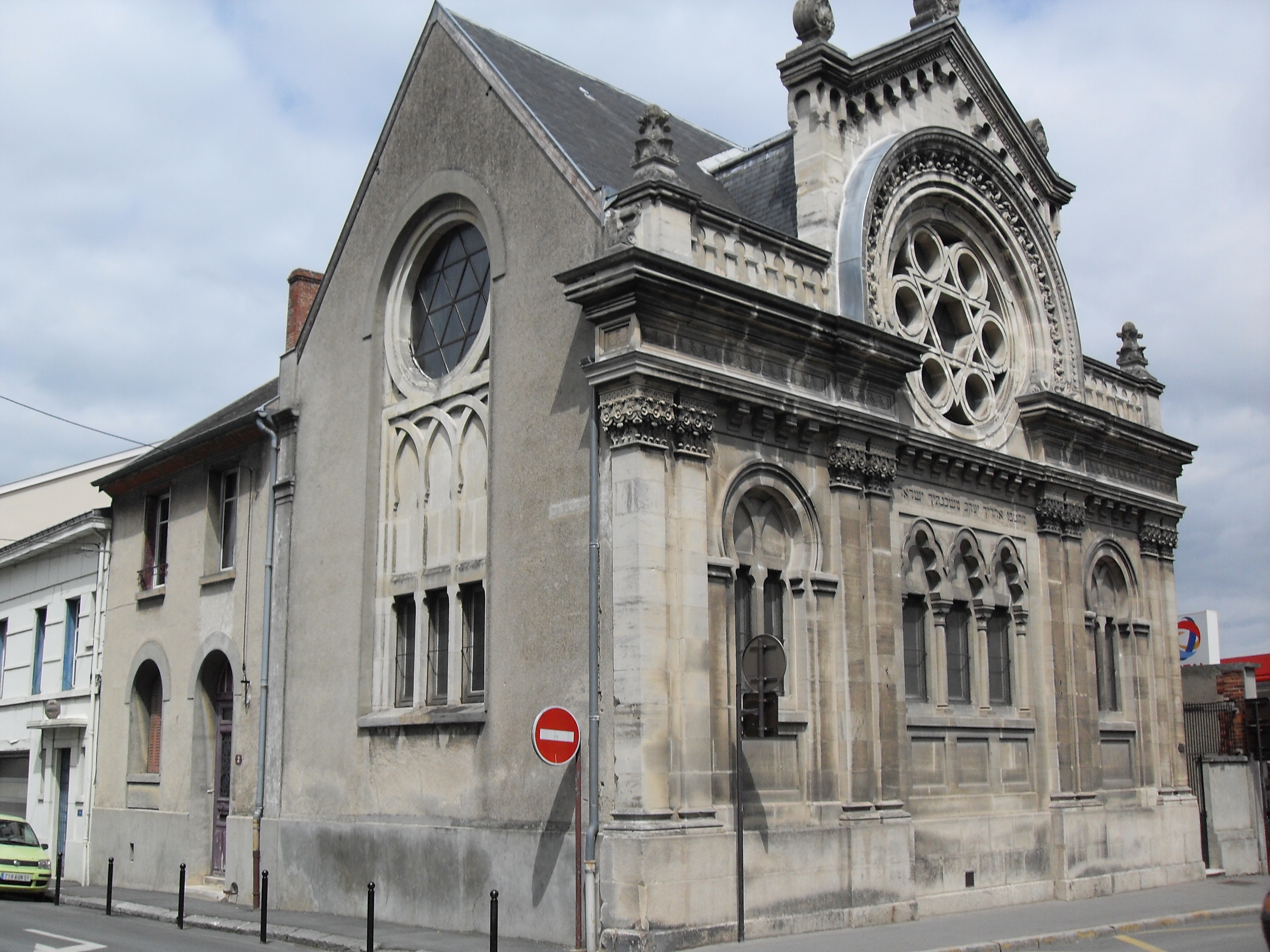
Über dem Eingang der Synagoge von Épernay ist zu lesen: מַה טֹּבוּ אֹהָלֶיךָ, יַעֲקֹב; מִשְׁכְּנֹתֶיךָ, יִשְׂרָאֵל

Ma Towu (hebräisch מַה טֹּבוּ [אֹהָלֶיך]ָ; „Oh wie schön sind [deine Zelte]“) ist ein jüdisches Gebet, das die Verehrung und Ehrfurcht für Synagogen und andere Kultstätten zum Ausdruck bringt.

## Beschreibung

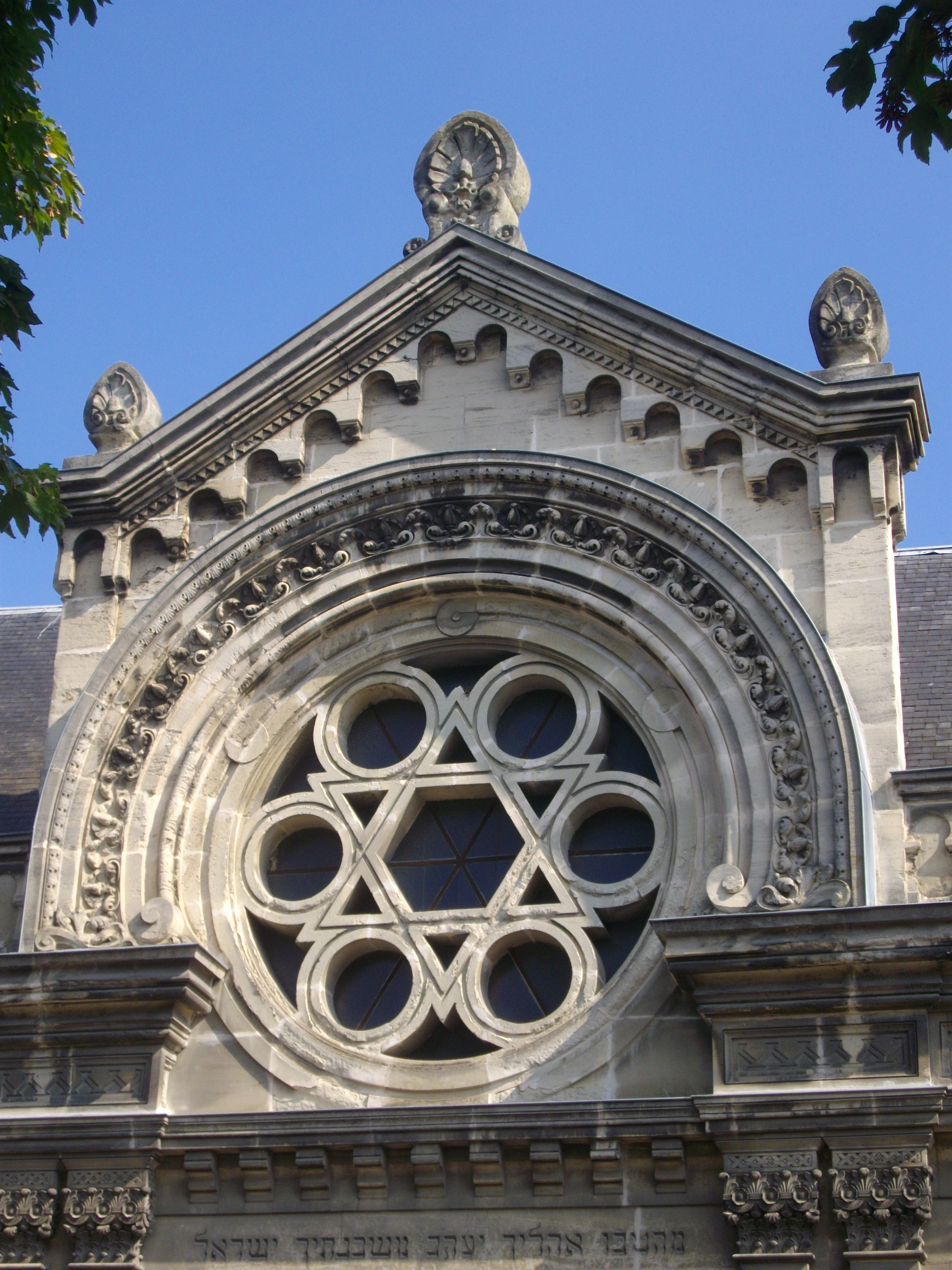
Inschrift Ma Towu unter dem Davidstern.

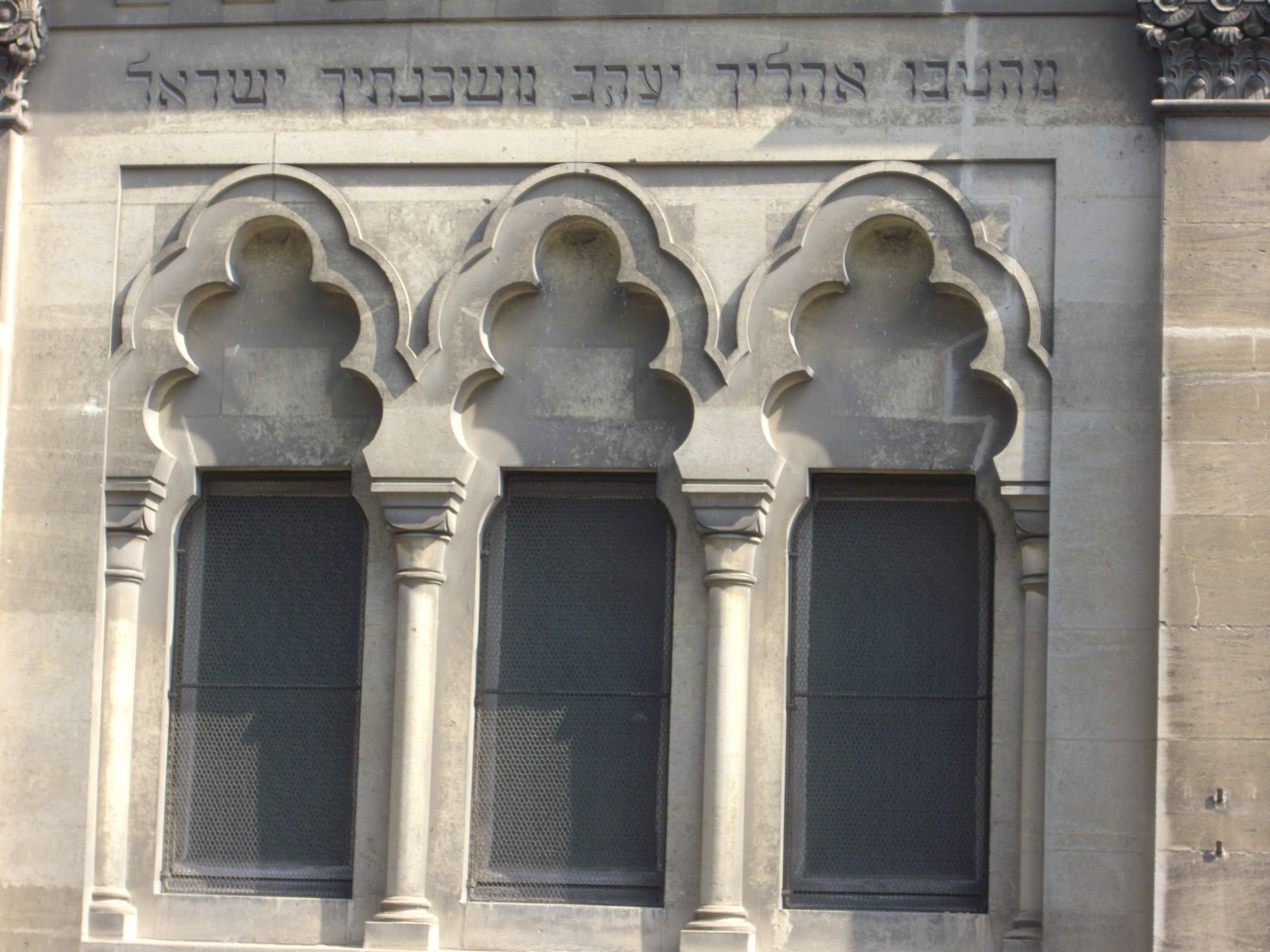
Inschrift Ma Towu über den Arkaden der Synagoge von Épernay, Frankreich

Das Gebet beginnt mit Num 24,5  und handelt von Bileam, der geschickt wurde, um die Israeliten zu verfluchen. Stattdessen änderte er seine Meinung und drückte nun seine Ehrfurcht vor Gott und den jüdischen Gotteshäusern aus. Die erste Zeile des Lobes ist ein Zitat von Bileams Segen. Es stellt damit das einzige Gebet dar, das häufig in jüdischen Gottesdiensten vorgetragen wurde und von einem Nichtjuden geschrieben wurde.
Der Rest des Textes besteht aus Passagen von Psalmen, die das Betreten von Kultstätten und das anschließende Gebet betreffen (Psalm 5,8 ; 26,8 ; 95,6  und 69,14 ). In diesem Sinne wird das Gebet von Juden beim Betreten der Synagoge gesprochen.

## Texte, Transliteration und Übersetzung
| מַה טּוֹבוּ אֹהָלֶיךָ יַעֲקֹב מִשְׁכְּנֹתֶיךָ יִשְׂרָאֵל. (Num 24,5 ) וַאֲנִי בְּרֹב חַסְדְּךָ אָבוֹא בֵיתֶךָ אֶשְׁתַּחֲוֶה אֶל הֵיכַל קָדְשְׁךָ בְּיִרְאָתֶךָ. (Psalm 5,8 ) ה' אָהַבְתִּי מְעוֹן בֵּיתֶךָ וּמְקוֹם מִשְׁכַּן כְּבוֹדֶךָ (Psalm 26,8 ) וַאֲנִי אֶשְׁתַּחֲוֶה וְאֶכְרָעָה אֶבְרְכָה לִפְנֵי ה׳ עשִׂי. (Psalm 95,6 adaptiert וַאֲנִי תְפִלָתִי לְךָ ה' עֵת רָצוֹן אֱלהִים בְּרָב חַסְדֶּךָ עֲנֵנִי בֶּאֱמֶת יִשְׁעֶךָ (Psalm 69,14 ) | “ |

Ma towu ohalecha Ja’akow, mischk’notecha Jisra’el.
Wa’ani be’row chasdecha, awo wetecha, eschtachaweh el hejichal kodsch’cha b’jir’atecha.
Adonai ahawti m’on bejitecha, um-kom mischkan k’wodecha.
Wa'ani eschtachaweh w’echra’a, echra’a lifnei Adonai osi.
Wa'ani t’filati l’cha Adonai et ratzon. Elohim b’rov chasdecha aneini b’emet jisch’echa.
„Wie schön sind deine Zelte, Jakob, und deine Wohnungen, Israel!

Aber ich für deine große Barmherzigkeit, ich will in dein Haus kommen, ich verbeuge mich in Ehrfurcht in deinem heiligen Tempel.

Herr, ich liebe das Haus, in dem Du Dich aufhältst, und den Ort, wo deine Herrlichkeit wohnt.

Ich bete dich an und erbitte demütig Gottes Segen, mein Schöpfer.

Ich erhebe mein Gebet zu Dir, o Herr, Du voller Wohlwollen; in der Größe deiner Güte, o Gott, erhöre mich mit deiner rettenden Wahrheit.“

## Vertonungen
- Robert Strassburg (1915–2003) komponierte 1993 die liturgische Musik für den Ma Towu mit dem Titel Ma Tovu: High Holiday.[1][2]
- Samuel Hans Adler komponierte 2011 die liturgische Musik für den Ma Towu mit Tenor, Chor und Orgel.[3]